# Рейтарська вулиця (Київ)
Ре́йтарська ву́лиця — вулиця у Шевченківському районі міста Києва, місцевість Старий Київ. Простягається від Володимирської вулиці до Львівської площі.
Прилучаються вулиці Золотоворітська, Стрілецька, Олеся Гончара, Велика Житомирська та Георгіївський провулок.

## Історія
Місцевість, де розташована сучасна Рейтарська вулиця, була заселена ще у XI столітті та входила до міста Ярослава, тут мешкали переважно торговці. Рейтарська — одна з чотирьох радіальних давньоруських вулиць, що сходилися біля Жидівської (Львівської) брами. Після руйнації, вчиненої татаро-монгольською навалою 1240 року, декілька століть не заселялася.
У другій половині XVII століття, після підписання у 1654 році Переяславської угоди між Україною та Росією, військовий центр було перенесено з Подолу у Верхнє місто. Тут розташувалися царські війська (рейтари і стрільці), які створили на території Старого Києва Рейтарську та Стрілецьку слобідки. З кінця XVII століття Рейтарська вулиця має теперішню назву, зазначена на плані міста 1803 року, складеному архітектором Андрієм Меленським.
В довіднику Києва 1958 року вказана, як Рейтерська. Також на вуличних вказівниках 60-х років фігурує саме така назва.

## Забудова
На Рейтарській вулиці переважає забудова XIX — початку XX століття. У 1861 році віднесена до вулиць 2-го розряду, на ній дозволялося споруджувати лише кам'яні будинки по лінях вулиць та дерев'яні — у подвір'ях.
Пам'ятками архітектури є:
- будинок № 3/2 у стилі конструктивізму (1935, архітектор Анатолій Добровольський)
- будинок № 19, зведений у 2-й половині XIX століття
- будівля 24-ї міської лікарні (Рейтарська, 22), зведена у стилі венеційської готики (1913, архітектор Йосип Зекцер)
- житлові будинки № 20/24 (1914, архітектор Олександр Вербицький)
- № 31/16 (1900, архітектор Микола Яскевич)
- будинок № 34/41 у стилі раціонального модерну, 1912)
- будинки № 37 і 37-А (колишні корпуси Київської міської земської управи, 1890-ті рр.) — пам'ятки історії місцевого значення: тут мешкав громадський діяч і письменник Микита Шаповал. У радянські часи в будівлях діяв Київський гідромеліоративний інститут. У травні 2023 року з'явилися повідомлення про ймовірну підготовку до знесення флігеля (№ 37-А) під приводом «реставрації» пам'ятки[3]. Наприкінці вересня 2023 року співзасновниця ГО «Музей сучасного мистецтва» Ольга Балашова повідомила, що забудовник здійснює незаконний демонтаж садиби по вул. Рейтарська, 37, послуговуючись незаконною документацією. Міністерство культури та інформаційної політики України тоді відреагувало на незаконне руйнування будинку в історичній частині Києва та вимагало зупинити знесення історичної садиби, що знаходиться в буферній зоні всесвітньої спадщини ЮНЕСКО. 28 вересня 2023 року Міністерство культури та інформаційної політики видало наказ, у якому надало статус пам'ятки місцевого значення для всієї будівлі Київського повітового земства по вул. Рейтарська, 37 та 37-А. На початку січня 2024 року ТОВ «Рейтарське» звернулося до суду скасувати наказ про присвоєння охоронного статусу будівлі та виключити інформацію про неї з Державного реєстру нерухомих пам'яток України. На місці колишнього Київського повітового земства компанія планує побудувати бізнес-центр «Reiter Hall»[4].

## Пам'ятники та меморіальні дошки
На перетині з Золотоворітською вулицею і Георгіївським провулком встановлено пам'ятник Захисникам кордонів Вітчизни всіх поколінь.

## Установи
На вулиці розташовані:
- Посольство Угорщини в Україні (буд. № 33)
- Посольство Франції в Україні (буд. № 39)
- Київський міський клінічний ендокринологічний центр (буд. № 22)
- Поліклініка Національної спілки письменників України (буд. № 15)
- Національна асамблея інвалідів України (НАІУ) (буд. № 8/5а)
- «Народна партія» (буд. № 6а)
- Асоціація «Український національний комітет Міжнародної Торгової Палати» [Архівовано 30 січня 2017 у Wayback Machine.] (буд. 19б)

## Персоналії
На вулиці в свій час проживало багато відомих українських діячів науки і культури:
- буд. № 6-а — хірург Олексій Радзієвський;
- буд. № 8/5-а — мікробіолог Ганна Мар'яшева;
- буд. № 17 — хірург Михайло Коломійченко і отоларинголог Олекса Коломійченко;
- буд. № 18 — лікар Василь Виноградов, поет Андрій Тржецеський;
- буд. № 19б — композитор Микола Лисенко
- буд. № 20/24 — архітектор Олександр Вербицький і актор Юрій Тимошенко;
- буд. № 31/16 — архітектор Олександр Кривошеєв;
- буд. № 25 — письменник Михайло Булгаков;
- буд. № 28 — ботанік Костянтин Пурієвич

## Зображення

Мурал у подвір'ї будинку № 9
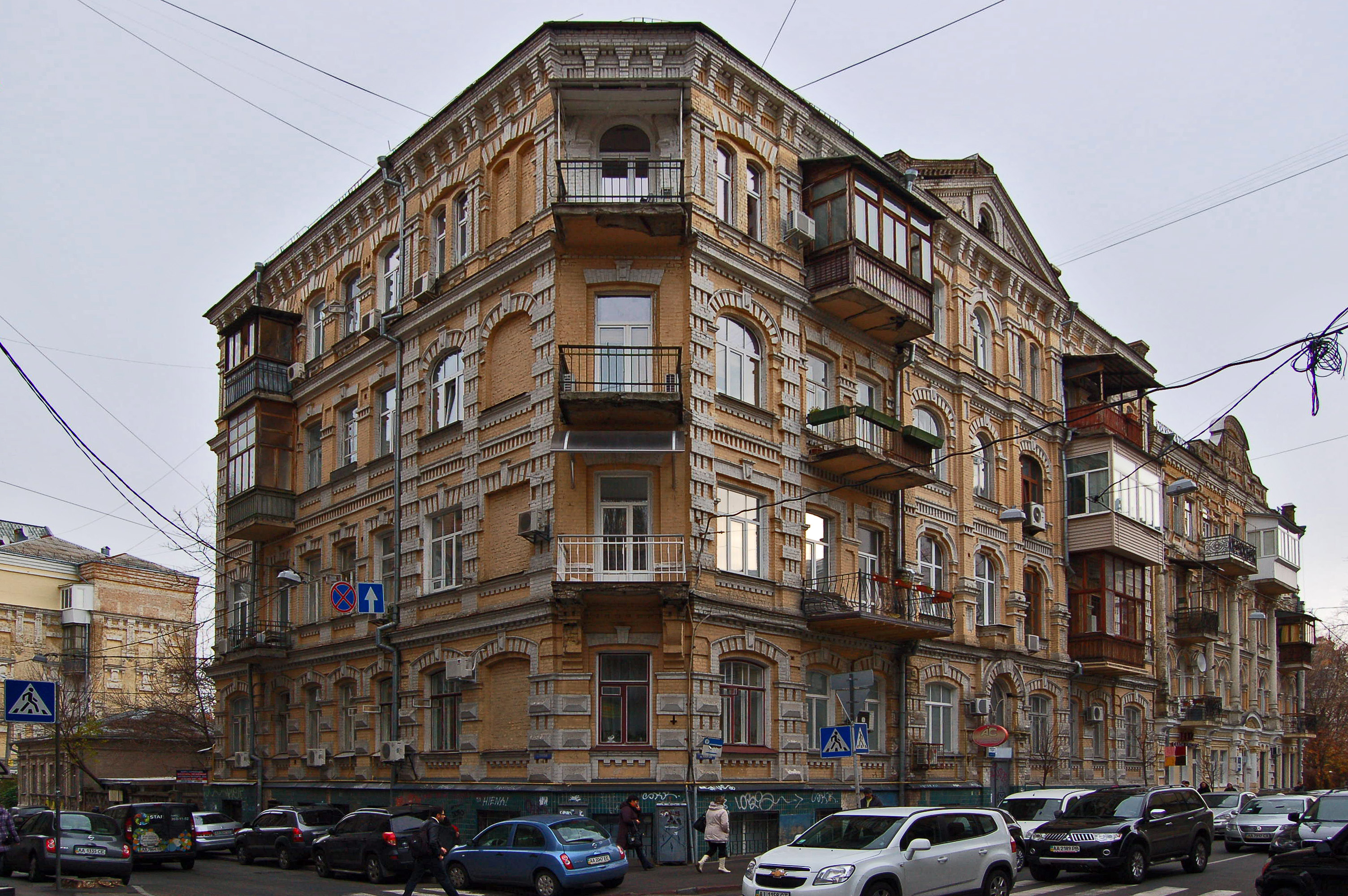
Будинок № 18
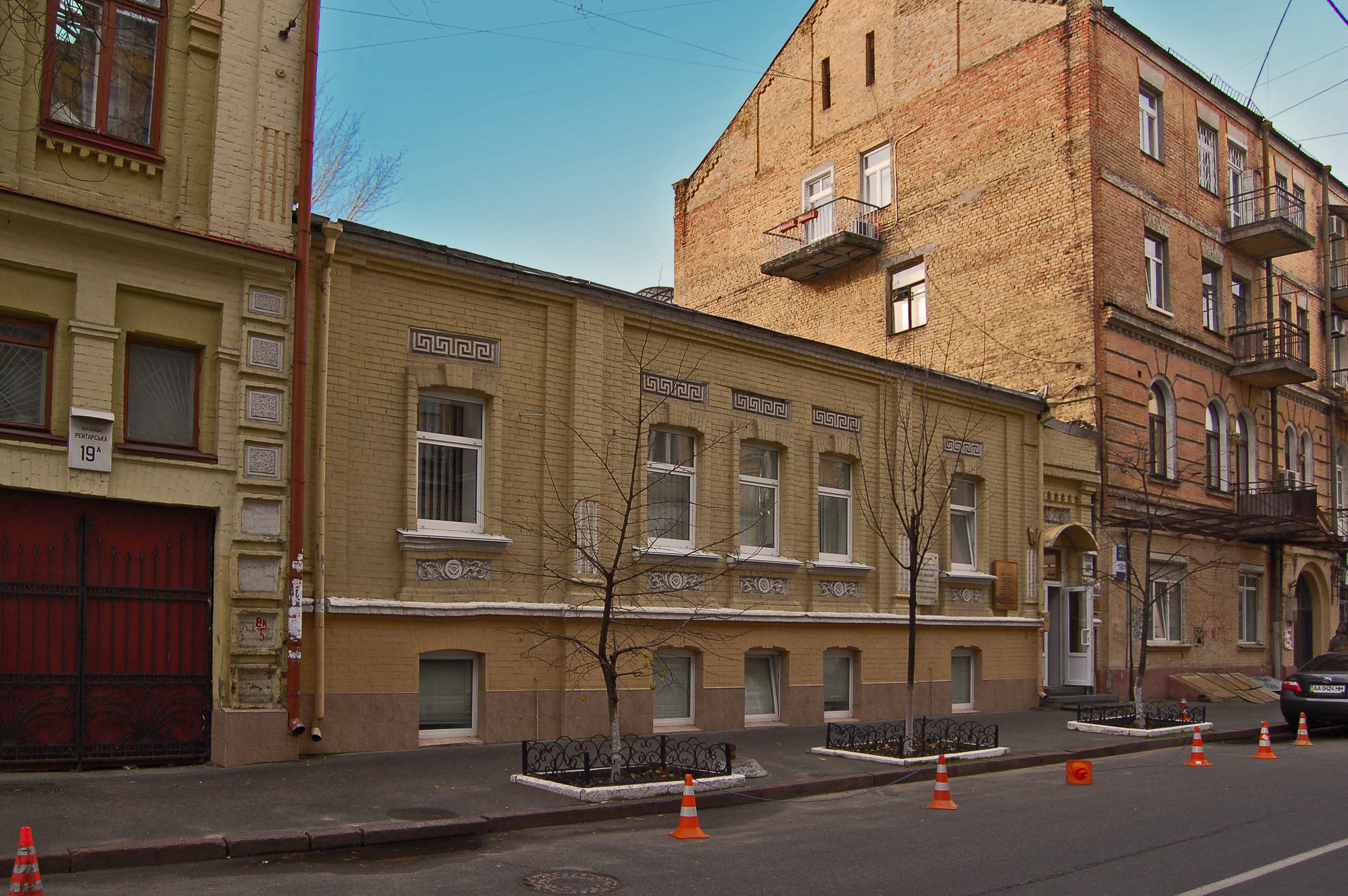
Будинок № 19-Б, де мешкав композитор М. В. Лисенко
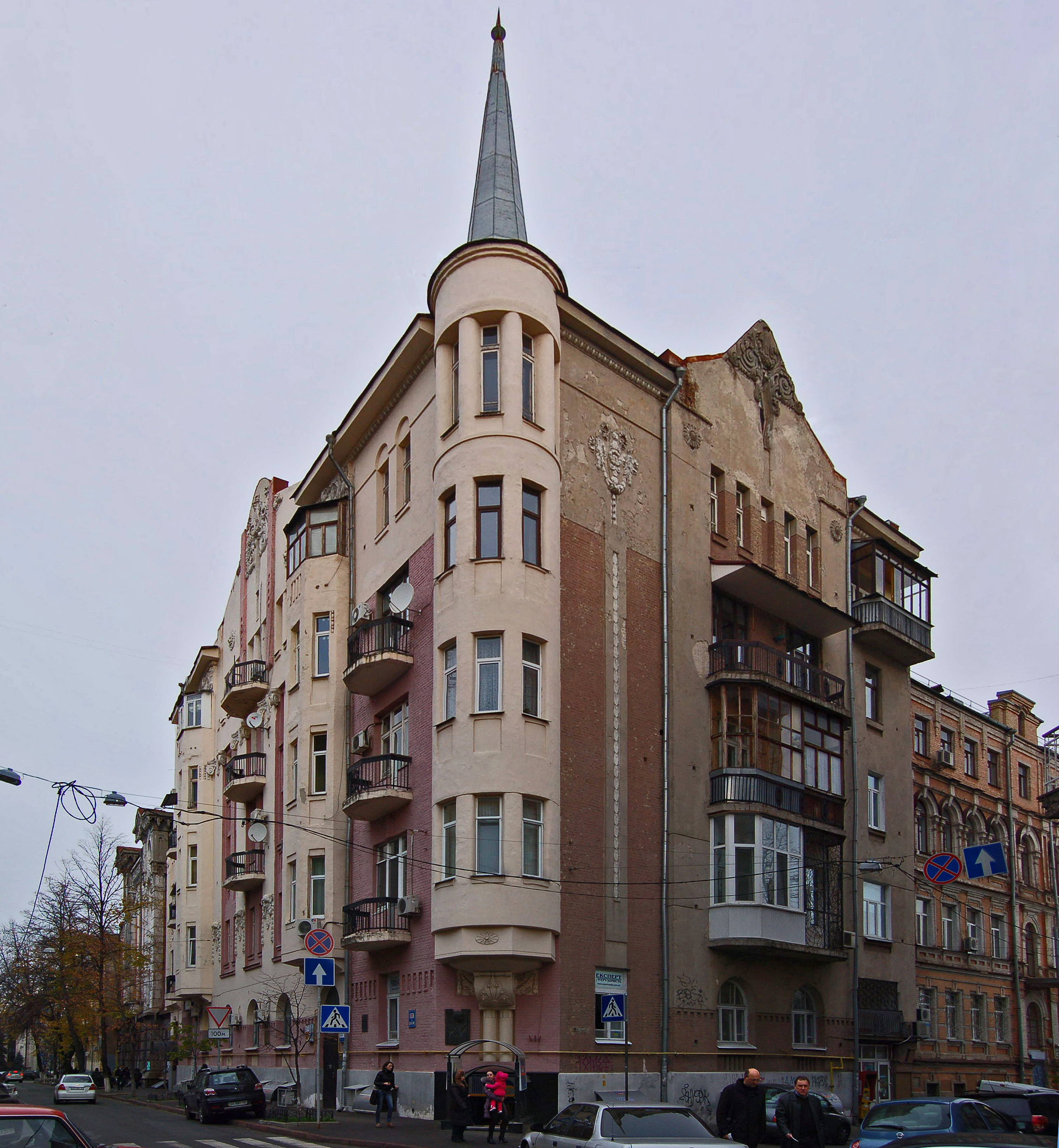
Будинок № 20/24 на розі зі Стрілецькою вулицею
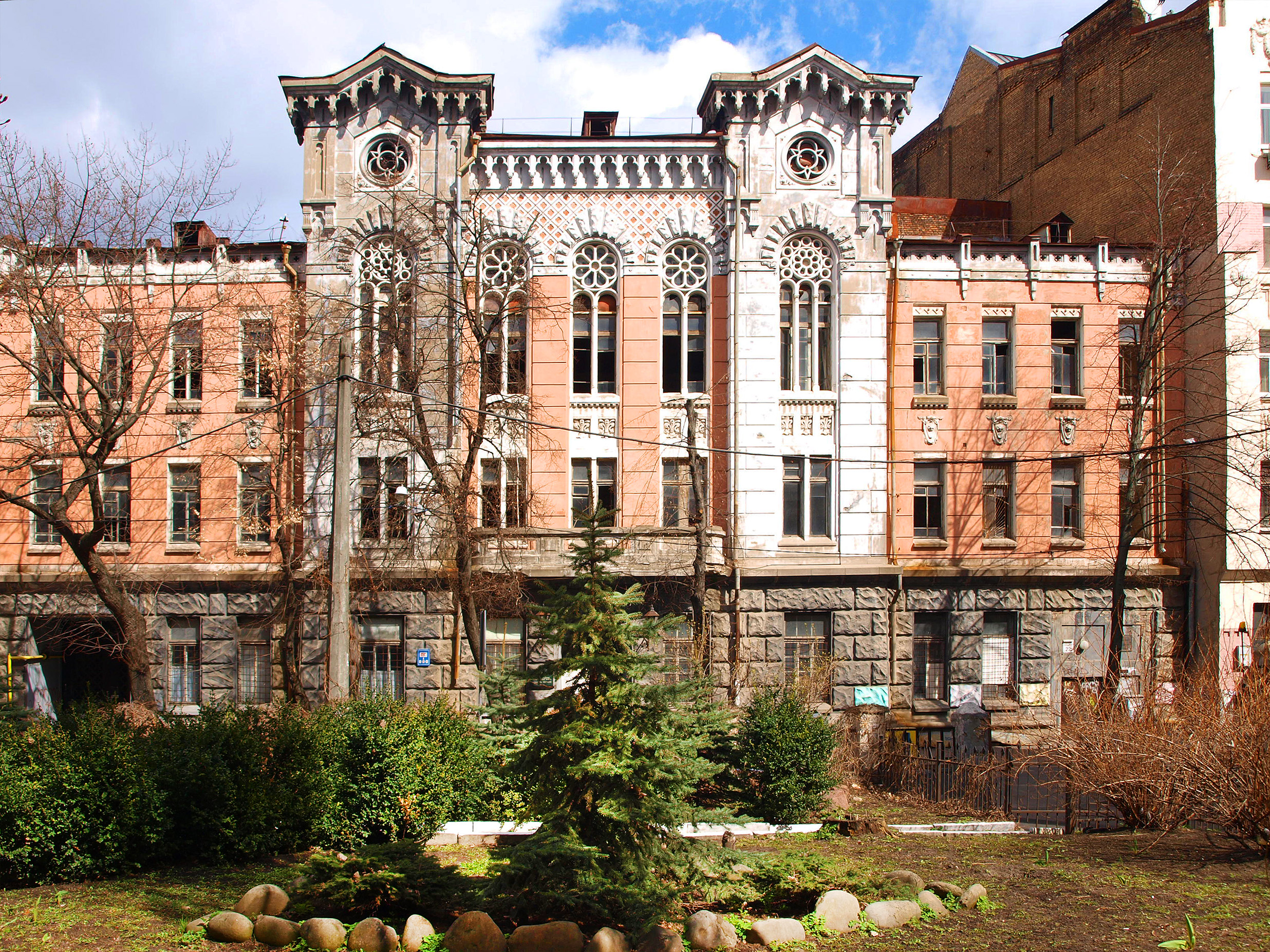
Будинок станції швидкої медичної допомоги (буд. № 22)
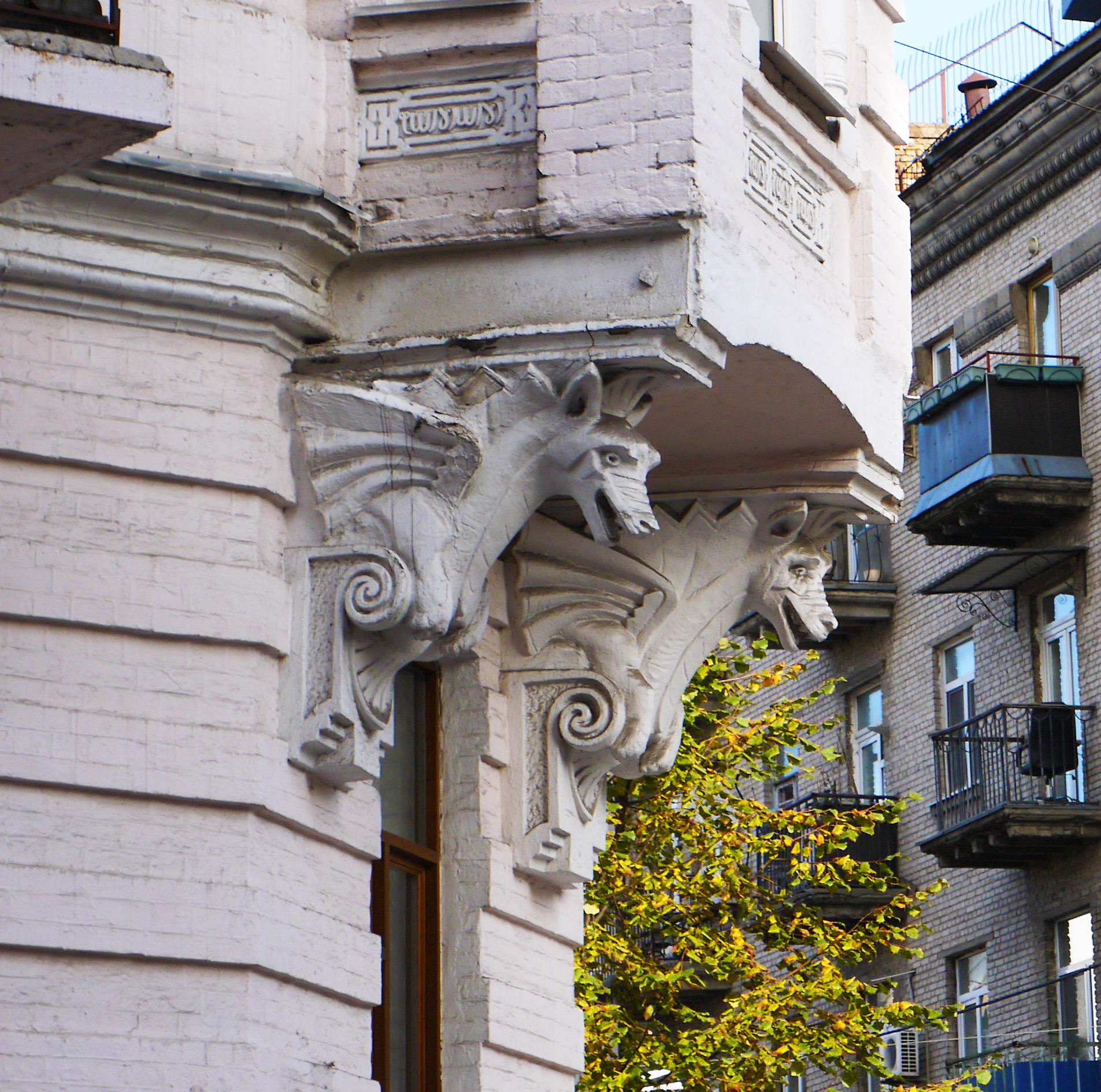
Декор будинку № 31/16